# 群馬県道293号香林羽黒線

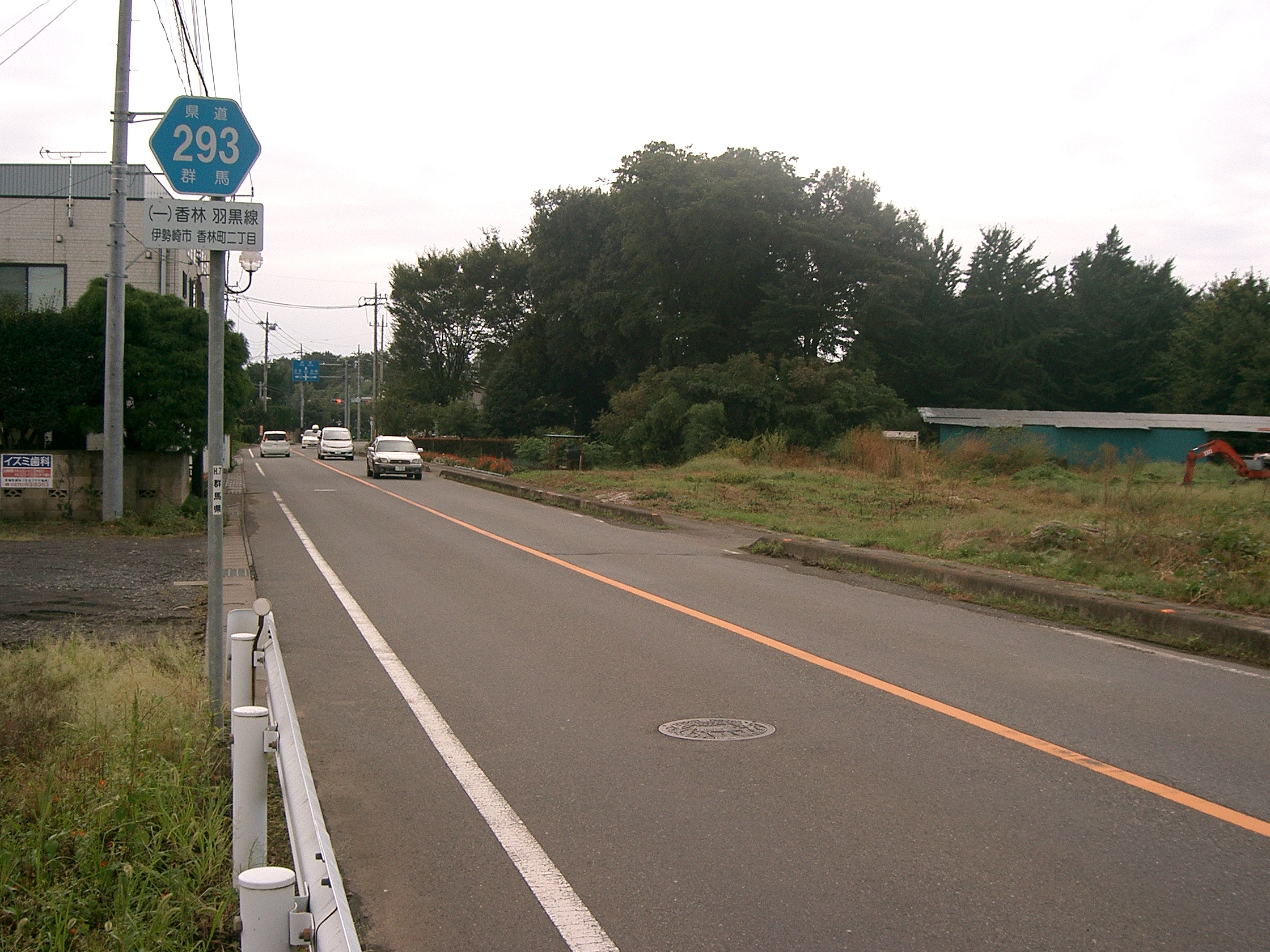
起点付近、伊勢崎市香林町2丁目にて南を望む

群馬県道293号香林羽黒線（ぐんまけんどう293ごう こうばやしはぐろせん）は、群馬県伊勢崎市を起点・終点とする一般県道。

## 概要
- 起点：伊勢崎市香林町二丁目（群馬県道73号伊勢崎大間々線交点）
- 終点：伊勢崎市羽黒町（群馬県道295号境島村今泉線交点）

## 歴史
- 1959年（昭和34年）9月18日：群馬県より現・道路法に基づき、前身にあたる県道香林西国定伊勢崎線（佐波郡赤堀村大字香林 - 佐波郡東村 - 伊勢崎市今泉一丁目、整理番号55）として路線認定される[1]。

## 地理

### 通過する自治体
- 群馬県
  - 伊勢崎市

### 交差する道路
- 群馬県道73号伊勢崎大間々線 - 伊勢崎市香林町2丁目（信号無交差点、起点）
- 群馬県道352号笠懸赤堀今井線 - 伊勢崎市香林町2丁目（香林道上交差点）
- 国道50号 - 伊勢崎市曲沢町（曲沢交差点）
- 群馬県道294号国定藪塚線 - 伊勢崎市国定町2丁目（西国定交差点）
- 群馬県道102号三夜沢国定停車場線 - 伊勢崎市国定町2丁目（西国定交差点～西国定下交差点） ※一部重複
- 国道17号上武道路 - 伊勢崎市三和町（三和跨道橋）※立体交差となっているが、接続していない。
- 群馬県道68号桐生伊勢崎線 - 伊勢崎市上諏訪町・宮前町・昭和町（伊勢崎市文化会館前交差点）
- 群馬県道39号足利伊勢崎線 - 伊勢崎市下植木町・宮前町（下植木町北交差点）
- 群馬県道2号前橋館林線 - 伊勢崎市下植木町（下植木町交差点）
- 群馬県道2号前橋館林線 - 伊勢崎市日乃出町（工業団地入口交差点）
- 群馬県道292号伊勢崎新田上江田線 - 伊勢崎市北千木町
- 国道354号 - 伊勢崎市南千木町（伊勢崎高校西交差点）
- 群馬県道295号境島村今泉線 - 伊勢崎市羽黒町・終点